# Fresnoy-le-Luat
Fresnoy-le-Luat là một xã thuộc tỉnh Oise trong vùng Hauts-de-France tây bắc nước Pháp. Xã này nằm ở khu vực có độ cao trung bình 147-186 mét trên mực nước biển.